# Karl Schorr
Karl Schorr (* 18. November 1924) war Fußballspieler in der DDR-Oberliga. In der höchsten Spielklasse des DDR-Fußball-Verbandes spielte er für die BSG Fortschritt Meerane und den SC Rotation Leipzig.

## Sportliche Laufbahn
Schorr spielte bis 1948 mit der SG Chemnitz Nord um die Chemnitzer Meisterschaft, danach wurde er von der Betriebssportgemeinschaft (BSG) Fewa Chemnitz übernommen. Mit ihr spielte er bis 1950 um die sächsische Fußballmeisterschaft. Als zur Saison 1950/51 die zweitklassige DDR-Liga ins Leben gerufen wurde, gehörte die BSG Fewa zu den Gründungsgemeinschaften. Sie nannte sich noch während der Saison in BSG Chemie um. Schorr war in allen 18 Punktspielen in der Regel als Mittelläufer dabei und schoss drei Tore. Die Rolle des zentralen Mittelfeldspielers behielt er auch in den folgenden zwei DDR-Liga-Spielzeiten bei und versäumte kein Punktspiel. Als er am Ende der Saison 1952/53 die BSG Chemie verließ, wies er eine Bilanz von 64 Zweitligaspielen und fünf Punktspieltore auf.
In der Saison 1953/54 spielte Schorr für den Oberliga-Aufsteiger BSG Fortschritt Meerane. Eine Spielklasse höher kam er über die Ersatzspieler-Rolle nicht hinaus und absolvierte von den 28 Oberliga-Punktspielen lediglich elf Partien, in denen er auch noch ohne Torerfolg blieb. Zur Spielzeit 1954/55 wechselte Schorr innerhalb der Oberliga zum neu gegründeten SC Rotation Leipzig. Dort in der Verteidigung eingesetzt, konnte er sich einen Stammplatz erobern und bestritt 22 der 26 ausgetragenen Oberligaspiele. Als Torschütze wurde er auch in Leipzig nicht registriert. Ende 1955 beendete Schorr 31-jährig seine leistungssportliche Laufbahn. Zur Saison 1956 schloss er sich dem Drittligisten BSG Rotation Leipzig an.